# Johann Gottfried Ludwig Kosegarten

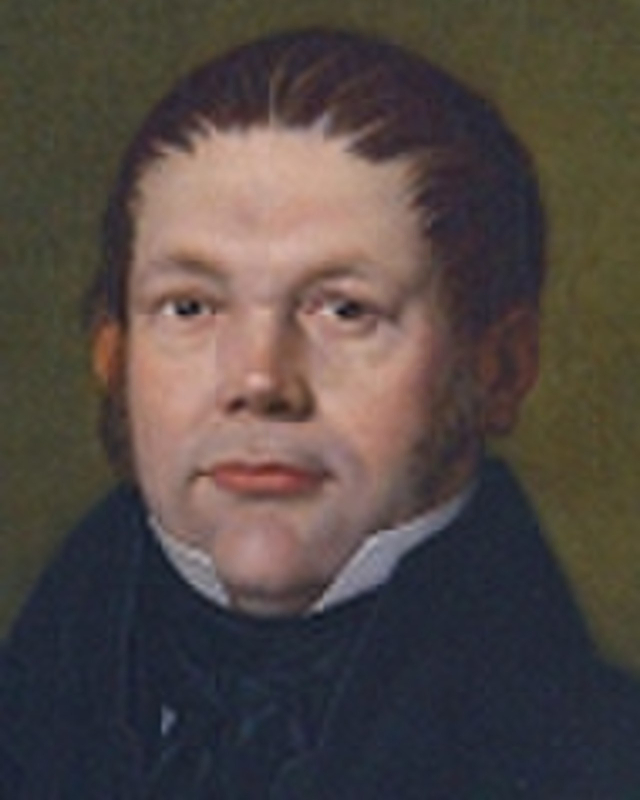
Kosegarten

Johann Gottfried Ludwig Kosegarten, född (som svensk undersåte) i Altenkirchen på Rügen den 10 september 1792, död den 18 augusti 1860 i Greifswald, var en tysk orientalist och historiker, son till Ludwig Gotthard Kosegarten.
Kosegarten studerade 1808-12 i Greifswald och (under Silvestre de Sacys ledning) i Paris. Han blev 1814 adjunkt vid universitetet i Greifswald, 1817 professor i Jena och 1823 professor i exegetik och österländska språk i Greifswald.
Kosegarten var en framstående kännare av arabiska (hans huvudämne), turkiska, persiska, zend, egyptiska och sanskrit. Under senare hälften av sitt liv inriktade han därjämte sin forskning på Pommerns historia och lågtyska språket.
Av hans arbeten inom orientalistiken kan nämnas Chrestomathia arabica (1828), editioner av Tabaris "Annales regum atque legatorum dei" (2 band, 1831-53; på arabiska och latin), Alis från Ispahan stora diktsamling "Kitāb-al-agāni" (band 1, 1840-46), samt den indiska fabelsamlingen "Pancatantra" (2 band, 1848-59).
Inom det inhemska forskningsområdet märks "Pommersche und rügische Geschichtsdenkmäler" (1834), "Codex Pomeraniæ diplomaticus" (1843-62, i samarbete med Hasselbach), Wörterbuch der niederdeutschen Sprache (I, 1856-60) och Geschichte der Universität Greifswald (2 band, 1856-57). Sedan 1853 redigerade Kosegarten tidskriften "Baltische Studien".